# Nesidiochernes palauensis
Nesidiochernes palauensis är en spindeldjursart som beskrevs av Beier 1957. Nesidiochernes palauensis ingår i släktet Nesidiochernes och familjen blindklokrypare. Inga underarter finns listade i Catalogue of Life.